# Jardins de Menéndez y Pelayo
Els jardins de Menéndez y Pelayo són una zona verda del barri de la Salut a Barcelona. Els jardins fan més mitja hectàrea de superfície i tenen accés pel carrer Maignon i Travessera de Dalt.
Els jardins estan organitzats en una serie de parterres i terrasses comunicades per rampes per tal de salvar el fort desnivell de la zona. Hi ha diverses àrees d'estada, jocs infantils i pistes de petanca. Durant l'any 2017 i 2018 s'hi feu una important remodelació dels jardins, en el marc de la reurbanització de la ronda del mig, vial a la qual hi comunica. Durant aquestes obres s'hi construí un parquing i es modificà per complet la zona verda. Durant el procés de reforma, s'hi han fet millores per les aportacions dels veïns del barri. Es preveu que la futura estació de Muntanya de la Línia 9 del metro de Barcelona serà sota en aquest espai però de moment la construcció no està planificada, almenys a curt termini.
Al jardí podem trobar gran diversitat de plantes llenyoses. Hi ha onze d'arbre, en destaquen la presència de Xicrandes (Jacaranda mimosifolia), liquidambars (Liquidambar styraciflua) i lledoners (Celtis australis). També hi ha una gran quantitat d'espècies arbustives, sobretot aromàtiques com el romaní (Salvia rosmarinus), la sàlvia (Salvia officinalis), diverses espècies d'espígol (Lavandula) i l'espernellac (Santolina chamaecyparissus).